# Маке, Жаклин
Жаклин Маке (фр. Jacqueline Maquet; род. 13 мая 1949) — французский политик, бывший депутат Национального собрания Франции.

## Биография
Родилась 13 мая 1949 г. в Эстре-Бланш (департамент Па-де-Кале). Бывший член Социалистической партии, затем партии "Вперёд, Республика!". Специалист в области городского планирования, жилищного строительства и социальных вопросов.
На выборах в Национальное собрание 2007 г. выиграла голосование по 1-му избирательному округу департамента Па-де-Кале, получив во 2-м туре 52,09 % голосов. В результате выборов в Национальное собрание 2012 г. вновь избрана депутатом уже от 2-го избирательного округа, получив во 2-м туре 59,27 % голосов.
Перед выборами в Национальное собрание в 2017 году Жаклин Маке выступила в поддержку движения "Вперёд, Республика!" президента Эмманюэля Макрона и стала кандидатом этого движения по 2-му избирательному округу департамента Па-де-Кале. После этого она была исключена из Социалистической партии, которая даже выставила против нее другого кандидата, но он занял только пятое место, а Жаклин Маке одержала убедительную победу, получив во 2-м туре 65,51 % голосов.
В Национальном собрании Жаклин Маке сначала была членом Комиссии по иностранным делам до сентября 2019 года, а затем перешла в Комиссию по экономическим вопросам. Являлась докладчиком рабочей группы по условиям труда. Позиционирует себя как «левый макронист» и говорит, что «разочарована пенсионной реформой».
В результате выборов в Национальное собрание в 2022 году избрана депутатом Национального собрания в четвертый раз.

## Политическая карьера
18.03.1989 — 18.06.1995 — член муниципального совета Арраса 

2001 — 2007 — член муниципального совета Арраса

28.03.2004 — 13.12.2015 — член регионального совета Нор-Па-де-Кале

17.06.2007 — 17.06.2012 — депутат Национального собрания Франции от 1-го избирательного округа департамента Па-де-Кале

18.06.2012 — 09.06.2024 — депутат Национального собрания Франции от 2-го избирательного округа департамента Па-де-Кале